# Area 51 (filme)
Area 51 (bra: Área 51) é um filme americano de ficção científica de terror de 2015, co-produzido e dirigido por Oren Peli. O filme é estrelado por Benjamin Rovner, Reid Warner e Darrin Bragg. O filme foi lançado em um lançamento limitado e através de vídeo sob demanda em 15 de maio de 2015 pela Paramount Insurge.

## Enredo
Três teóricos penetram os segredos mais bem guardados do governo norte-americano. Dentro da Área 51, assustadoras experiências com vida alienígena podem surpreender e sacudir a estabilidade do planeta inteiro.

## Elenco
- Reid Warner como Reid
- Darrin Bragg como Darrin
- Jelena Nik como Jelena
- Ben Rovner como Ben
- Sandra Staggs como Mother
- Roy Abramsohn como Father
- Frank Novak como ele mesmo
- David Saucedo como Town Local
- Glenn Campbell como ele mesmo
- Jamel King como Jamel Bragg
- Nikka Far como Nikki
- Norio Hayakawa como ele mesmo

## Produção
A produção do filme começou no outono de 2009. Em abril de 2011, a CBS Films contratou o diretor e ator Chris Denham para fazer algumas reescritas no filme. Em agosto de 2013, Jason Blum afirmou que o filme tinha terminado a produção e que Oren Peli estava "mexendo" com o filme na pós-produção. Em 14 de março de 2015, Blum confirmou que o filme foi oficialmente feito e talvez fosse lançado em vídeo sob demanda. Em 6 de abril de 2015, foi relatado que Blum havia respondido a um usuário do Twitter que perguntou se ele tinha alguma notícia sobre Area 51 afirmando que "muito muito muito em breve. -JB". Em 23 de abril de 2015, foi anunciado que o filme seria aberto exclusivamente nos cinemas Alamo Drafthouse e em plataformas de vídeo sob demanda em 15 de maio de 2015.

## Lançamento

### Bilheteria e vendas
O filme foi lançado nos cinemas Alamo Drafthouse exclusivamente para um fim de semana prolongado, e em plataformas de vídeo sob demanda a partir de 15 de maio de 2015, cortesia da Paramount Insurge e da Blumhouse Tilt. O filme arrecadou um total de US$ 7.556 para o final de semana.

### Recepção
Area 51 recebeu críticas predominantemente negativas dos críticos. O filme detém uma classificação de 17% no Rotten Tomatoes com base em seis comentários. Brian Tallerico, escrevendo para RogerEbert.com, deu ao filme uma estrela e meio e criticou principalmente o enredo genérico e o ritmo do filme. A. A. Dowd da The A.V. Club deu à Area 51 uma classificação 'C' e criticou a originalidade do filme quando comparado ao filme anterior de Oren Peli, Paranormal Activity.